# Elena Neve
Elena Neve est une joueuse néerlandaise de volley-ball née le 28 octobre 1988 à Rotterdam. Elle mesure 1,79 m et joue au poste de passeuse. 

## Clubs
| Club                  | De        | À         |
| --------------------- | --------- | --------- |
| SV Dynamo             | 2004-2005 | 2005-2006 |
| VC Nesselande         | 2006-2007 | 2009-2010 |
| Allgäu Team Sonthofen | 2010-2011 | 2010-2011 |
| Évreux Volley-ball    | 2011-2012 | 2011-2012 |
| Asterix Kieldrecht    | 2012-2013 | 2012-2013 |
| VV Huizen             | 2014-2015 | …         |

## Palmarès
- Supercoupe de Belgique
  - Vainqueur : 2012.
- Championnat de Belgique
  - Finaliste : 2013.